# Double Irish With a Dutch Sandwich
Das Double Irish with a Dutch Sandwich (deutsch zwei irische Gesellschaften mit einer dazwischengeschalteten niederländischen Gesellschaft) ist eine Strategie zur Steuervermeidung multinationaler Konzerne, durch die auf Gewinne kaum oder keine Steuern gezahlt werden müssen. Die Legalität der Methode war umstritten, 2020 wurde sie abgeschafft.

## Allgemeines
Unter Ausnutzung nationaler Besonderheiten des Steuerrechts werden dabei Gewinne in Länder mit niedrigen effektiven Steuersätzen (Niedrigsteuerländer) verlagert. Dazu werden Briefkastenunternehmen in Steueroasen gegründet. Unter den verschiedenen Strategien der Steuervermeidung gilt dieses Konzept als besonders umstritten.
Ab 2015 können multinationale Unternehmen nicht mehr in Irland registriert sein, ohne dort Steuern zu zahlen. Wer bereits profitierte, bekam allerdings eine Übergangsfrist bis 2020. Alle in Irland registrierten Unternehmen müssen ab 2015 auch ihren Steuersitz in Irland haben.

## Konzept
Die Grundidee ist es, innerhalb eines Konzerns Gewinne von Ländern mit hohen effektiven Steuersätzen in Länder mit niedrigen effektiven Steuersätzen zu transferieren. Besonders Technologieunternehmen verwenden diese Strategie, um mit Hilfe von Lizenzzahlungen Gewinne in die jeweils gewünschten Steuerjurisdiktionen zu verlagern. So vermied zum Beispiel Google im Jahr 2011 Steuerzahlungen in Höhe von 2 Mrd. Dollar (1,5 Mrd. Euro).
Das Double-Irish-Prinzip nutzt zwei irische Unternehmen, woraus ein Teil des Namens resultiert. Nach irischem Steuerrecht werden Kapitalgesellschaften in Irland nur dann besteuert, wenn diese neben der Handelsregistereintragung auch ihren Unternehmenssitz in Irland haben. Unter dieser Voraussetzung wird das erste irische Unternehmen als Eigentümer von Lizenzrechten mit Unternehmenssitz in einem Steuerparadies (wie den Kaimaninseln oder den Bermudas) gegründet. Das zweite, als Tochtergesellschaft gegründete irische Unternehmen führt nun Lizenzzahlungen an die Muttergesellschaft ab und verbucht gleichzeitig alle unternehmensweit anfallenden Erträge aus der Nutzung dieser Lizenzrechte. Die Verrechenbarkeit der Lizenzzahlungen an das Mutterunternehmen mit den Erträgen von Lizenznehmern führt zu einem niedrigen Gewinn und damit zu niedrigen Steuerzahlungen in den Ländern, in denen steuerpflichtige Gewinne vermieden werden sollen. Der in Irland resultierende Gewinn wird nach irischem Unternehmenssteuersatz von 12,5 % versteuert.
Durch die direkte Überweisung aus Irland an ein Unternehmen in einem Steuerparadies würde in Irland allerdings eine Quellensteuer anfallen. Dies lässt sich wie folgt vermeiden: Zwischen Irland und den Niederlanden besteht ein Abkommen, das Lizenzgebühren von der Steuerpflicht ausnimmt. Indem das Geld nun zunächst in die Niederlande überwiesen wird und erst nach der Rücküberweisung weitergeleitet wird, fallen keine Steuern an (englisch Dutch Sandwich).
Für Unternehmen, deren letztendliches Eigentum in den USA liegt, sind die Zahlungen zwischen den zwei irischen Unternehmen ggf. nicht steuerabzugsfähig, wenn die Konstruktion nicht sauber aufgesetzt wird. Dies wird erst dadurch erreicht, dass das irische Unternehmen, welches seinen Unternehmenssitz im Steuerparadies hat, die Muttergesellschaft des anderen irischen Unternehmens ist. Dadurch werden die Zahlungen zwischen den zwei Unternehmen nicht beachtet, da diese, was US-Steuern betrifft, dann als Einheit betrachtet werden.

## Praxisbeispiel

Grafik mit dem Ablauf des „Double Irish With a Dutch Sandwich“.

1. Ein amerikanisches Unternehmen aus New York nimmt in Deutschland Geld ein.
Würde dadurch ein Gewinn erwirtschaftet, müsste dieser versteuert werden.
2. Ein Teil der Einnahmen wird von Deutschland als Lizenzgebühr an ein Tochterunternehmen in Irland gezahlt.
Der zu versteuernde Gewinn in Deutschland wird dadurch reduziert und der im Vergleich zu Deutschland günstigere irische Steuersatz würde anfallen.
3. Das irische Tochterunternehmen zahlt das Geld als Tantiemen an ein weiteres Tochterunternehmen in den Niederlanden.
Der zu versteuernde Gewinn in Irland wird dadurch reduziert und durch eine zusätzliche Steuervergünstigung die irischen Steuerabgaben von 12,5 % reduziert.
4. Das niederländische Tochterunternehmen zahlt das Geld an ein zweites irisches Tochterunternehmen.
Da es eine innereuropäische Transaktion ist, fallen dadurch keine Abzugssteuern an. Das zweite irische Tochterunternehmen zahlt keine Steuern, da es nur eine Niederlassung eines Unternehmens mit Hauptsitz auf den Bermudas ist.

Somit zahlt das Unternehmen weniger als 12,5 % Steuern. Sowohl in den Vereinigten Staaten, wo es seinen Hauptsitz hat, als auch in Deutschland, wo die Einnahmen erwirtschaftet wurden, müssten höhere Steuern gezahlt werden; in den Vereinigten Staaten im Bundesstaat New York wären 39,6 % und in Deutschland 29,8 % fällig.

## Unternehmen
Größere Unternehmen, die nach dem Double-Irish-With-a-Dutch-Sandwich-Prinzip arbeiten, sind u. a. (alphabetische Sortierung):
- Adobe Inc.
- Amazon
- Apple
- Facebook
- Google[11]
- IBM[12]
- IKEA durch Lizenzierung der Markenrechte am Namen IKEA[13][14]
- Merlin Entertainments Group[15]
- Microsoft
- Oracle
- Starbucks
- Yahoo[16]

Mit dem Double-Irish-With-a-Dutch-Sandwich-Prinzip und anderen Methoden der Steueroptimierung können internationale Unternehmen ihre Steuerlast in Europa sehr gering halten, selbst wenn dort ein Großteil ihres Gewinns erzielt wird.